# Eugenius Kaszkurewicz
Eugenius Kaszkurewicz (24/09/1945) é um pesquisador brasileiro, membro titular da Academia Brasileira de Ciências na área de Ciências da Engenharia desde 01/06/2004.
Filho do artista emigrado da Polônia Arystarch Kaszkurewicz, foi condecorado com a Grã-Cruz da Ordem Nacional do Mérito Científico. 